# Infanterie-Division Demba
Die Infanterie-Division Demba war eine deutsche Infanteriedivision im Zweiten Weltkrieg.

## Geschichte

### Aufstellung
Die Infanterie-Division wurde Ende Januar 1944 als sogenannte Schatten-Division im Zuge der 24. Aufstellungswelle für die Aufstockung der 141. Reserve-Division vorgesehen. Die Aufstellung erfolgte auf dem Truppenübungsplatz Süd, bei Demba im südlichen Generalgouvernement Polen.

### Abbruch der Aufstellung
Die Aufstellung wurde im Februar abgebrochen und nicht vollendet. Die 141. Reserve-Division wurde aufgelöst. 

### Verwendung der bereits aufgestellten Truppenteile
Die bereits bestehenden und ausgerüsteten Truppenteile wurden ab 4. Februar 1944 direkt zur Auffrischung der vorher stark dezimierten 68. Infanterie-Division eingesetzt.
Der Divisionsstab wurde später in Wahn für den Stab der neu aufgestellten 64. Infanterie-Division verwendet.